# Guia de design de sistema de computador pessoal
O guia de design de sistema de computadores pessoas (também conhecido como PC System Design Guide - especificação PC 97, PC 98, PC 99, ou PC 2001) é uma série de requerimentos de design de hardware e recomendações para computadores pessoais IBM compilados pela Microsoft e Intel em 1997 a 2001. Elas eram destinadas para ajudar fabricantes de hardware que faziam uso das capacidades do sistema operativo Windows, e para simplificar a configuração e uso destes computadores.
Toda parte de um computador convencional e a maioria dos tipos de periféricos são definidos com requisitos específicos. Sistemas e dispositivos que respeitavam a especificação deveriam ser automaticamente reconhecidos e configurados pelo sistema operacional.

## Versões
Quatro versões do guia foram publicadas. Dentro de cada versão, uma distinção foi feita entre os requerimentos de um PC doméstico, um PC para escritório e um PC para entretenimento.
| Versão  | Data                   |
| ------- | ---------------------- |
| PC 97   | 9 de fevereiro de 1998 |
| PC 98   | 31 de dezembro de 1998 |
| PC 99   | 14 de julho de 1999    |
| PC 2001 | 2 de novembro de 2000  |

### PC 97
Versão inicial.
- Introduzida código de cores para conexões PS/2 de teclado (roxo) e mouse (verde).

### PC 98
Destinado a sistemas para ser usado com Windows 98 ou Windows 2000. Requerimentos:
- Processador Pentium 200 MHz com Tecnologia MMX (ou performance equivalente)
- 256 KB de cache L2
- 32 MB de RAM (recomendado: 64 MB de 66 Mhz DRAM)
- ACPI 1.0
- Inicialização de BIOS rápida (teste de RAM limitada, sem teste de floppy, startup de display mínimo, etc)
- Observância do problema do ano 2000 de BIOS
- Ambiente PXE pré boot

Foi publicada como ISBN 1-57231-716-7.

### PC 99
Requerimentos:
- CPU com clock de 300 MHz
- 64 MB de memória RAM
- USB
- Esquema de código de cores compreensível para entradas e conexões (veja abaixo)

Fortemente deixados de lado:
- Hardware não-plug and Play
- Slots ISA

Foi publicada como ISBN 0-7356-0518-1.

### PC 2001
Versão final. Primeira a requerir APIC - Controlador Avançado de Interrupção Programável para ser ativada em todos os desktops. Coloca uma grande ênfase na redução de legados e sistemas livres de legados (antigos). Alguns itens de "legados" como slots de expansão ISA e dispositivos dependentes no MS-DOS são deixados de lado totalmente, enquanto outros foram apenas abandonados.

## Esquema de código de cores para conexões e entradas
Talvez o impacto do PC 99 mais visível para o usuário final foi a introdução de um código de cores para os vários padrões de tipos de plugues e conectores usados nos PCs. Como muitos dos conectores eram muito parecidos, particularmente para um usuário novato, isso facilitava para as pessoas conectarem periféricos às entradas corretas em um PC. Este código de cores foi gradativamente adotado por quase todos os fabricantes de PC e placas-mãe. Muitos dos códigos de cores tem sido largamente adotados por fabricantes de periféricos.
| Cor                        | Cor                        | Função                                                                                      | Conexão no PC                                      |                            |
| Interface homem-computador | Interface homem-computador | Interface homem-computador                                                                  | Interface homem-computador                         | Interface homem-computador |
| -------------------------- | -------------------------- | ------------------------------------------------------------------------------------------- | -------------------------------------------------- | -------------------------- |
|                            | Verde                      | Mouse PS/2 / Dispositivos apontadores                                                       | Conector Mini-DIN de 6 pinos fêmea                 |                            |
|                            | Púrpura                    | Teclado PS/2                                                                                | Conector Mini-DIN de 6 pinos fêmea                 |                            |
|                            | Dourado                    | Game Port / MIDI                                                                            | Conector de 15 pinos tipo D fêmea                  |                            |
| Entrada/saída Geral        |                            |                                                                                             |                                                    |                            |
|                            | Branco                     | USB 1.0 de baixa velocidade e velocidade completa                                           | Receptáculo tipo A USB                             |                            |
|                            | Preto                      | USB 2.0 de alta velocidade                                                                  | Receptáculo tipo A USB                             |                            |
|                            | Azul-celeste               | USB 3.0 de super velocidade                                                                 | Receptáculo tipo A USB SuperSpeed                  |                            |
|                            | Amarelo                    | USB 3.0 sempre ativo mesmo que o computador esteja desligado                                | Receptáculo tipo A USB SuperSpeed                  |                            |
|                            | Vermelho                   | USB High-power (corrente disponível maior que 500 mA                                        | Receptáculo tipo A USB                             |                            |
|                            | Cinza                      | FireWire                                                                                    | FireWire 400 de 6 pinos ou Firewire 800 de 9 pinos |                            |
|                            | Borgonha                   | Interface paralela                                                                          | Conector DB de 25 pinos fêmea                      |                            |
|                            | Verde-azulado ou turquesa  | Interface serial                                                                            | Conector DB de 9 pinos macho                       |                            |
| Vídeo                      |                            |                                                                                             |                                                    |                            |
|                            | Azul                       | Monitor analógico                                                                           | Conector VGA de 15 pinos fêmea                     |                            |
|                            | Branco                     | Monitor digital                                                                             | Conector DVI fêmea                                 |                            |
|                            | Amarelo                    | S-Video                                                                                     | Conector Mini-DIN de 4 pinos                       |                            |
|                            | Amarelo                    | Vídeo composto                                                                              | Conector RCA                                       |                            |
|                            | Preto                      | Áudio e Vídeo Digital                                                                       | HDMI ou DisplayPort fêmea                          |                            |
| Som                        |                            |                                                                                             |                                                    |                            |
|                            | Cor-de-rosa                | Entrada de microfone analógica (mono ou estéreo)                                            | TRS de 3.5 mm                                      |                            |
|                            | Azul claro                 | Entrada de áudio a nível de linha                                                           | TRS de 3.5 mm                                      |                            |
|                            | Lima                       | Saída de áudio analógica a nível de linha, estéreo frontal (falantes ou fones)              | TRS de 3.5 mm                                      |                            |
|                            | Preto                      | Saída de áudio analógica a nível de linha, estéreo traseiro (falantes surround)             | TRS de 3.5 mm                                      |                            |
|                            | Laranja                    | Saída de áudio analógica a nível de linha, falantes central e subwoofer (falantes surround) | TRS de 3.5 mm                                      |                            |
|                            | Prata                      | Saída de áudio analógica a nível de linha, estéreo laterais (falantes surround)             | TRS de 3.5 mm                                      |                            |
|                            | Laranja                    | Saída de áudio digital (S/PDIF coaxial)                                                     | RCA                                                |                            |
|                            | Preto                      | Saída de áudio digital (S/PDIF óptico)                                                      | Conector TOSLINK                                   |                            |